# مايلز هويل
مايلز هويل (9 سبتمبر 1893 - 23 فبراير 1976) (بالإنجليزية: Miles Howell)‏ هو لاعب كريكت بريطاني (وحمل سابقاً جنسية المملكة المتحدة لبريطانيا العظمى وأيرلندا).